# Sakarya Üniversitesi
Die Universität Sakarya (SAU; türkisch Sakarya Üniversitesi) ist eine staatliche Universität in der türkischen Provinzhauptstadt Adapazarı.

## Geschichte
Die SAU wurde 1970 als Hochschule für Ingenieurswesen und Architektur (Sakarya Mühendislik ve Mimarlık Yüksekokulu) gegründet. Im Jahr 1971 erfolgte die Umbenennung zur „Staatsakademie für Ingenieurswesen und Architektur in Sakarya“ (Sakarya Devlet Mimarlık ve Mühendislik Akademisi). Von 1982 bis 1992 war sie der Technischen Universität Istanbul angegliedert. Ihre heutige Form erhielt die Universität 1992 mit dem Gesetz Nr. 3837. Sie ist mit rund 35.000 Studenten eine der großen Hochschulen der Türkei. Im Dezember 2013 fand eine Internationale Tagung zum Stand der Hochschulpädagogik in der Universität statt. Diese Konferenz knüpfte auch an die Pädagogik-Tagung der Trakya-Universität von 2010 an.
Die Universitätsbibliothek hat eine Fläche von 12.000 m², über 40.000 Bücher und bietet 500 Besuchern Platz.

## Bilder

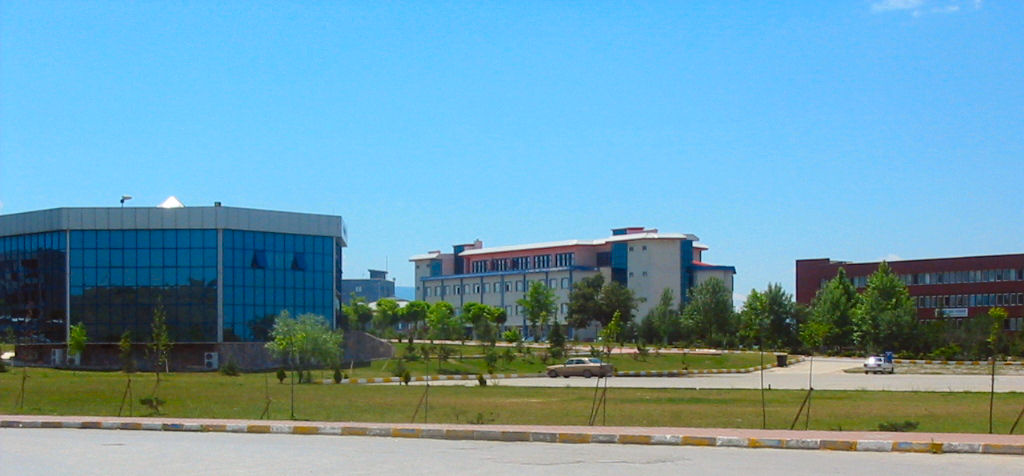
Sakarya Üniversitesi
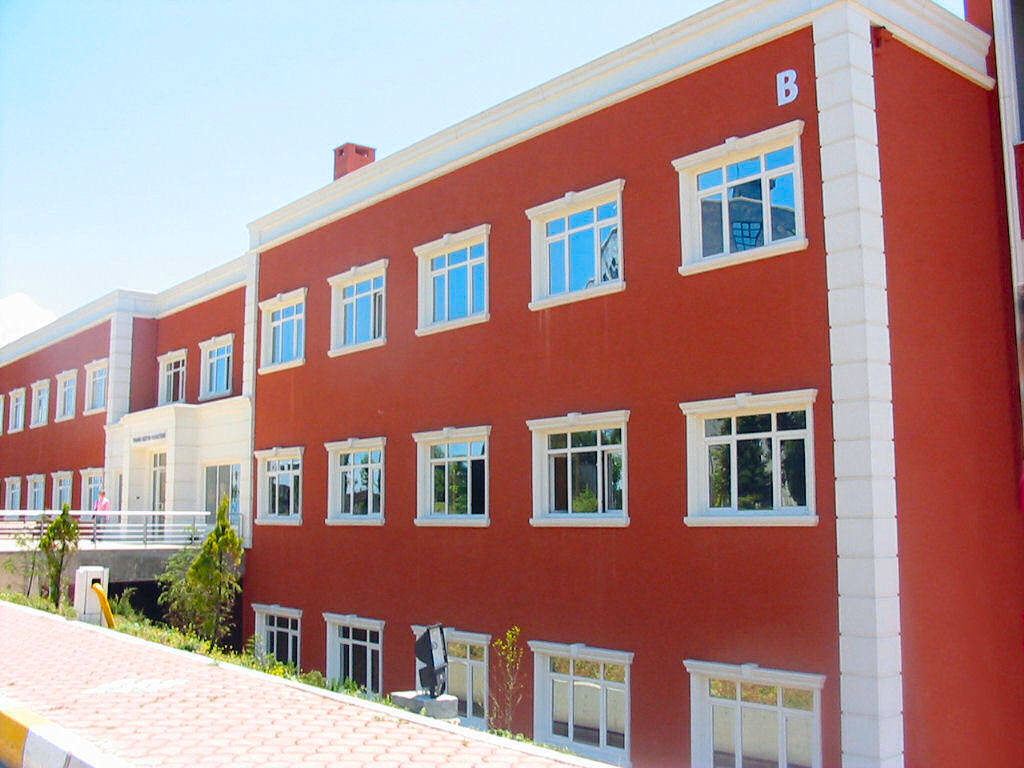
Fakultätsgebäude
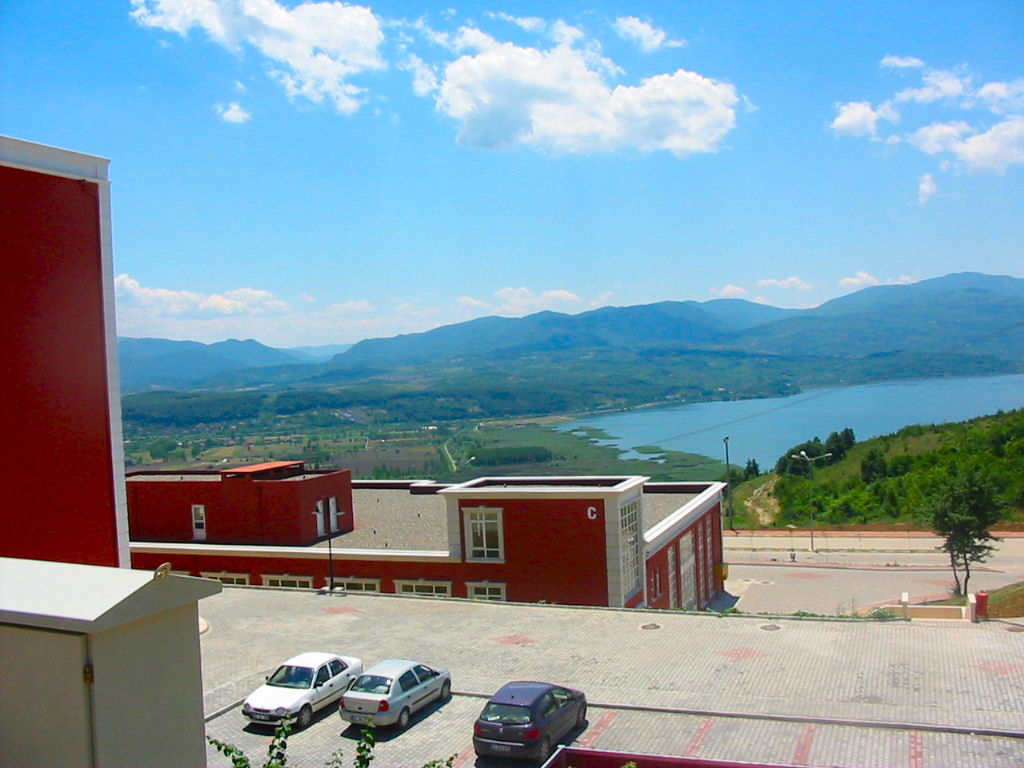
Aussicht auf den See
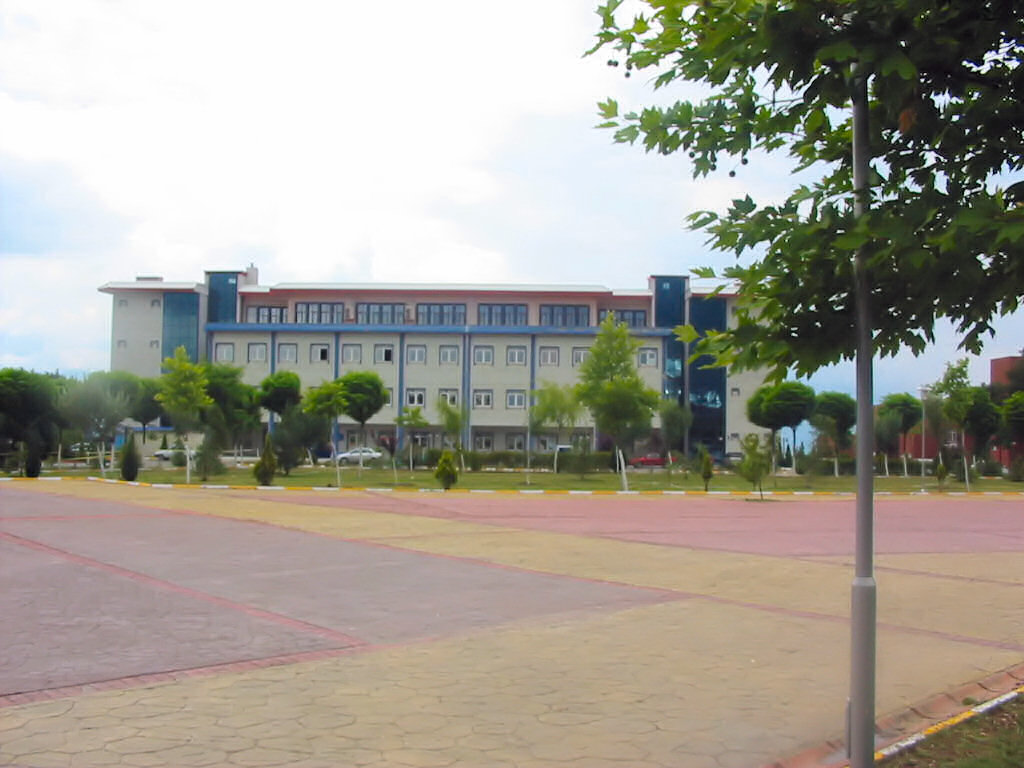
Rektorat